# 廣旉
广旉（1790年10月23日—19世纪？），原名广惠，字子箸、云涛，號芝樓，又號雲濤，他他拉氏（他塔喇氏），满洲正红旗人。清朝官员，进士出身。

## 生平
道光辛巳科舉人，癸巳科進士 。历官大名通判，天津、保定府知府，著有《塞外吟》（又《塞外唫》）不分卷（1844）。
家族一门出五位进士。

## 家庭
- 始祖羅屯。“羅屯，正紅旗人，世居安褚拉庫地方，國初率八百戸來歸，居五大臣之列。編二佐領，一令其次子艾唐阿統之，一令其親叔祖盧庫布之曾孫安充阿統之。羅屯之第五子哈寧阿……授騎都尉。……羅屯之第六子海蘇原任護軍校。……按：羅屯與正白旗扎庫木地方岱圖庫哈理同族”（据《八旗满洲氏族通谱》卷11）。正白旗满洲岱圖庫哈理系户部尚书蘇凌阿家族始祖，又正蓝旗满洲进士秀堃家族始祖巴達巴顏亦与岱圖庫哈理同族。
- 世祖富瑪尼，誥封光祿大夫。
- 世祖窩哲，誥封光祿大夫。
- 世祖博和禮，誥封光祿大夫。妻喜塔臘氏。
- 太高祖常壽，歷任内閣學士，禮、刑、工三部侍郎，欽賜“清慎勤”三字匾額，卒賜全葬，誥授光祿大夫。太高祖母鄂卓氏，誥封一品夫人。
- 高祖保德，歷任正黃旗蒙古副都統、陝西西安副都統，誥授光祿大夫。高祖母魯佳氏，誥封一品夫人。
- 曾祖永圖，誥封光祿大夫。曾祖母爱新觉罗氏（父正蓝旗宗室色貝，祖父三等輔國將軍塞楞額，曾祖安和親王岳樂），誥封一品夫人。
- 祖父善泰（又善德），杭州府知府、山西布政使司布政使。祖母尚佳氏（父内務府正白旗漢軍、杭州与江寧織造、熱河總管福海；胞侄女尚佳氏封道光帝之豫嬪），誥封一品夫人。胞兄乾隆二十五年顺天乡试举人善達。胞兄乾隆三十一年（1766年）丙戌科进士善聰，其子理藩院左侍郎、烏里雅蘇臺參贊大臣玉凝。
- 父祥寧，監生，欽挑拜唐阿，誥贈奉政大夫。母王佳氏（父内務府正黃旗漢軍、内務府坐辦堂郎中兼驍騎參領、熱河總管額登布）。
- 伯父乾隆四十九年甲辰科进士文寧。嘉慶癸亥翻譯進士寬明。桂山（字丹崖），四继妻覺羅氏（父都察院左都御史覺羅阿揚阿，先祖覺羅索長阿），其子嘉慶庚午科順天舉人廣基。
- 胞兄廣佑。
- 妻勒格勒氏（又勒克勒氏；父镶蓝旗蒙古、河南汝宁府知府特通阿，胞叔嘉慶壬戌科進士穆隆阿，祖父浙江台州府知府德福，曾祖宁夏将军、福建副都统偉善，高祖湖北荆州驻防佐领巴雅思瑚琅）。
- 女他他拉氏，嫁镶藍旗滿洲、咸丰元年顺天乡试举人鄂卓氏海鍾（父道光壬午恩科進士吉年，胞叔道光壬午恩科進士吉珩（又吉達善），祖父湖南永州府通判福舒，曾祖四川保寧府知府德昌，曾祖母赫舍里氏（胞兄镶蓝旗满洲福盛額，即道光十八年戊戌科进士如山之曾祖））。
- 族亲乾隆二十六年（1761年）辛巳恩科进士松齡。